# جوليان س. بويد
جوليان س. بويد (بالإنجليزية: Julian C. Boyd)‏ هو صحفي أمريكي، ولد في 25 ديسمبر 1931، وتوفي في 5 أبريل 2005 بسبب سرطان الرئة.